# Конечная (Вашкинский район)
Конечная — деревня в Вашкинском районе Вологодской области.
Входит в состав Васильевского сельского поселения, с точки зрения административно-территориального деления — в Васильевский сельсовет.
Расстояние по автодороге до районного центра Липина Бора — 0,5 км, до центра муниципального образования деревни Васильевская — 0,5 км. Ближайшие населённые пункты — Васильевская, Лукьяново, Заречный.
По переписи 2002 года население — 32 человека (16 мужчин, 16 женщин). Преобладающая национальность — русские (97 %).